# Stammhamtunnel

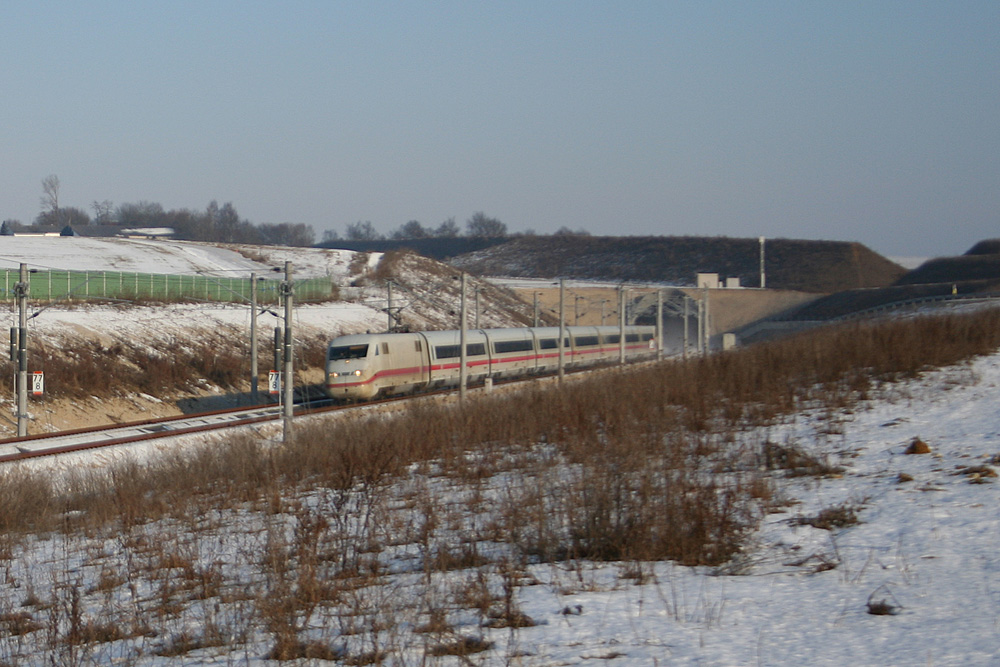
Strecke nahe dem Südportal des Stammhamtunnels

Der Stammhamtunnel (auch Tunnel Stammham) ist ein Eisenbahntunnel der Schnellfahrstrecke Nürnberg–Ingolstadt. Der Tunnel unterquert die Bundesautobahn 9 bei Stammham und trägt danach seinen Namen. Mit einer Länge von 1320 m (Strecken-km 76,015 bis 77,335) zählt die Röhre zu den kürzeren der neun Streckentunnel.
Der einröhrige Tunnel nimmt zwei Gleise in Fester Fahrbahn auf, die planmäßig mit 300 km/h befahren werden können.

## Verlauf
Die Gradiente der Strecke steigt im Tunnel in nördlicher Richtung deutlich an. Sie verläuft hier auf den Gemarkungen der Gemeinden Denkendorf und Stammham (von Nord nach Süd).
Die Röhre unterquert die Autobahn mit geringer Überdeckung auf einer Länge von rund 300 m in einem schleifenden Schnitt. Dies ist, neben dem Irlahülltunnel die zweite Unterquerung der Autobahn. Die Überdeckung liegt bei nur wenigen Metern. In Richtung Süden entfernt sich die nach Ingolstadt Hauptbahnhof führende Strecke von der östlich verlaufenden Fernstraße, während nördlich des Tunnels Bahn und Autobahn über einen längeren Abschnitt gebündelt parallel laufen.

## Geschichte

### Planung
1989 war das Bauwerk mit einer Länge von 1350 m geplant. Bereits Mitte 1994 war das Bauwerk mit einer Länge von 1320 m geplant.
Das Bauwerk war Teil des Planfeststellungsabschnitts 63 der Neubaustrecke und gehörte zum Baulos Süd.

### Bau
Der Tunnel wurde in bergmännischer Bauweise errichtet. Im Bereich des Nordportals entstanden zwei Blöcke  in offener Bauweise, im Bereich des Südportals fünfzehn. Der Vortrieb begann im Mai 1999; der Durchschlag erfolgte am 6. Juli 2000.
Nachdem mit feinen Sanden gefüllte Karstschichten während des Vortriebs immer wieder Schwierigkeiten bereiteten, war die Einrichtung eines Erkundungsprogramms notwendig geworden. Insgesamt wurden Karsthohlräume im Umfang von rund 1200 m³ mit Beton und einer Zementmischung verfüllt.
Der Tunnel gehörte zum Baulos Süd der Neubaustrecke, mit dem eine Arbeitsgemeinschaft der Unternehmen Walter Bau (Augsburg) unter Führung der Firma Dywidag beauftragt war.

### Betrieb
Der Tunnel wurde, zusammen mit der Neubaustrecke, Ende Mai 2006 in Betrieb genommen.
Am 14. Februar 2008 erfasste ein Richtung München fahrender ICE einen Mann im Tunnel. Die Fahrgäste des betroffenen Zuges wurden von der Feuerwehr aus dem Tunnel gebracht. Der Zug wurde im Tunnel gestoppt. Rund 100 Fahrgäste wurden über den Notausgang der Röhre evakuiert.
In der Nacht zum 16. Oktober 2016 fand im Tunnel eine Rettungsübung mit 50 Fahrgästen und rund 300 Rettungskräften statt. Dabei kam ein Zug in etwa in der Tunnelmitte, in der Nähe des Notausgangs, zum Stehen.

## Sicherheitskonzept

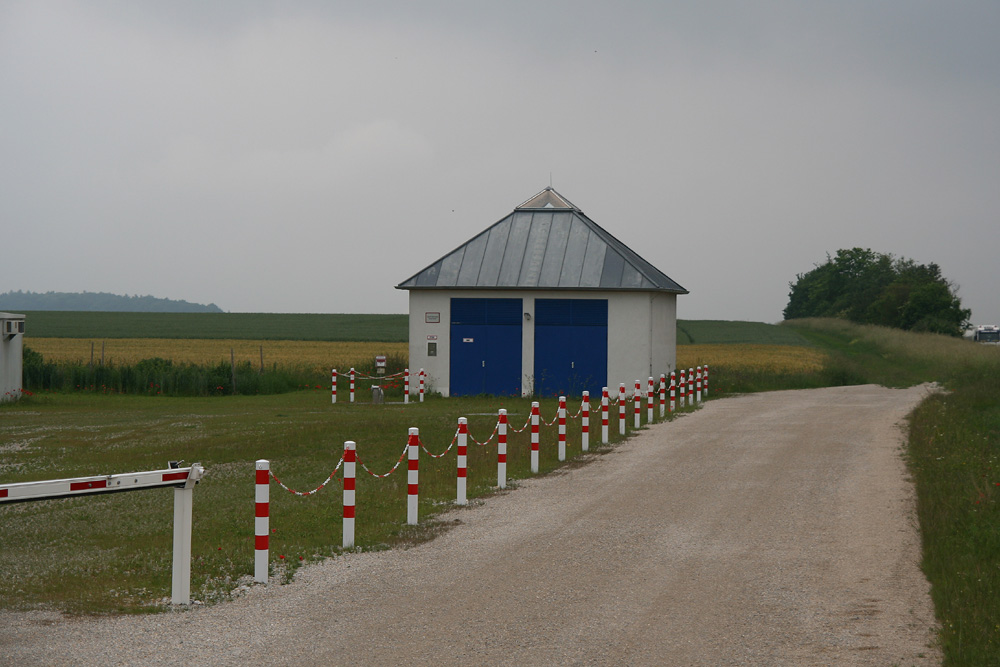
Notausgang des Stammhamtunnels mit Rettungsplatz

Östlich der A9 führt ein Notausgang aus dem Fahrtunnel über einen Schacht ins Freie. Die Sicherheitsbeleuchtung ist im Normalfall ausgeschaltet.